# Gertrude Mary Cox
Gertrude Mary Cox   (Dayton, 13 de gener de 1906 - Durham, 17 d'octubre de 1978) va ser una estadística nord-americana molt influent i fundadora del Departament d'Estadística Experimental a la North Carolina State University. Més tard va ser nomenada directora tant de l'Institut d'Estadística de la Universitat de Carolina del Nord com de la Divisió d'Investigació d'Estadística de la North Carolina State University. La seva recerca més important i influent se situa dins el disseny d'experiments. En aquest camp va escriure el llibre “Dissenys experimentals” juntament amb William Cochran que va esdevenir tot un referent en el seu àmbit.
El 1949 Cox es va convertir en la primera dona escollida a l'International Statistical Institute i el 1956 va ser Presidenta de l'American Statistical Association.
Gertrude Cox va néixer a Dayton, Iowa el 13 de gener de 1900. Va estudiar a Perry High School a Perry, Iowa, on es va graduar el 1918. En aquest temps va decidir ser diaconessa a l'Església Metodista. No obstant això, el 1925, va decidir continuar la seva educació en el Iowa State College a Ames, on va estudiar matemàtiques i estadística i va rebre una llicenciatura el 1929 i un mestratge en estadística el 1931.
Des 1931 fins a 1933, Cox va seguir estudis de postgrau en Estadística a la Universitat de Califòrnia a Berkeley, i després va tornar a Iowa State College com a assistent al Laboratori d'Estadística. Aquí va treballar sobre disseny d'experiments. El 1939 va ser nomenada professora ajudant d'estadística a Iowa State College.
El 1940 Cox va ser nomenada professor d'estadística a la Universitat de l'Estat de Carolina del Nord a Raleigh. Allí va dirigir el nou departament d'Estadística Experimental. El 1945 es va convertir en directora de l'Institut d'Estadística de la Universitat de Carolina del Nord, i la Divisió d'Investigació d'Estadística de la Universitat de l'Estat de Carolina del Nord de la universitat que havia dirigit William Cochran. El mateix any de 1945 Cox es va convertir en l'editora del Biometrics Bulletin i de Biometrics, treball que va exercir durant 10 anys. El 1947 va ser membre fundadora de la International Biometric Society.